# 記憶體保護
記憶體保護（英語：Memory protection）是作業系統對電腦上的記憶體进行存取權限管理的一個機制。記憶體保護的主要目的是防止某個进程去存取不是作業系統配置給它的定址空間。這個機制可以防止某個进程，因為某些程序错误或问题，而有意或无意地影響到其他进程或是作業系統本身的运行状态和数据。

## 實作方式

### 記憶體區段
記憶體區段（Segmentation）將電腦記憶體分割成許多小的區段。x86架構採用了典型的記憶體區段技術。